# シェイクダウン (連続体力学)
シェイクダウン（英語：shakedown）とは、系を弾塑性体（elasto-plastic system）と仮定し、一定の繰返し外力を作用させることで系で塑性変形が起こる場合に、作用させる繰返し外力の大きさによって内部で発生する応力 - ひずみ関係がそれぞれ異なる挙動を示す。
弾性シェイクダウン（elastic shakedown）と塑性シェイクダウン（plastic shakedown）があり、弾性シェイクダウンは一定の繰返し外力を作用させた場合に、応力-ひずみ関係が最終的に線形性を保持する状態である。この場合、系は塑性変形は起こるが最終的に弾性応答を示すので、安定であると言える。また、塑性シェイクダウンは一定の繰返し外力を作用させた場合に、最終的に応力 - ひずみ関係が閉じたループ曲線になる状態である。このケースでは、系の変形は一定に落ち着くものの繰返し外力を作用させることで内部仕事が生じるため、系内部で疲労破壊等を起こす可能性があり安定状態とは言えない。
漸増崩壊（ratcheting）は、一定の繰返し外力を作用させた場合に、応力  -ひずみ関係が開いたループになり、塑性変形が落ち着かず、そのまま崩壊するケースである。